# Danny Carey
Daniel Edwin Carey (Paola, Kansas; 10 de mayo de 1961) es un músico estadounidense, conocido principalmente por ser el baterista de la banda de rock y metal progresivo Tool.
Fue clasificado entre «los 100 mejores bateristas de todos los tiempos» por la revista Rolling Stone, ocupando la posición número 26, además de ser frecuentemente nombrado por otras revistas.

## Desarrollo musical
Desde muy joven aprendió a tocar distintos instrumentos de percusión. Carey tocó Jazz mientras asistía al colegio y se experimentó en la escena del Jazz en Kansas City. Empezó a ampliar sus estudios en percusión con teoría de geometría, ciencia y metafísica. En busca de nuevas técnicas, Carey ha estudiado tabla con Aloke Dutta. La popularidad de Carey se debe a la diversidad de sus sonidos y sus inusuales patrones rítmicos. Su forma de tocar revela ese estilo propio ligado a la técnicas de meditación y relajación que ejerce a diario.

## Religión y lo oculto
Aunque no está alineado a ninguna escuela de filosofía o religión en particular está interesado en el ocultismo, lo cual se nota en el diseño de arte de sus discos. Un gran ejemplo de esto es la ilustración de los bombos de su batería, que corresponden al símbolo utilizado por la secta Thelema a la cual perteneció a uno de los ocultistas más famosos del siglo XX, Aleister Crowley.

## Otros proyectos y comportamientos musicales
Hoy en día, Danny cuenta con numerosos proyectos aparte de aquellos que mantiene con Tool, incluyendo el pasado trabajo con Green Jellÿ, y más actualmente, experimentando música de fusión electrónica en Zaum.
Tocó con Carole King en el álbum Color of Your Dreams, con Guns and Roses y con la banda de Slash tocando en seleccionados temas. 
En 2006 da una gira con Pigmy Love Circus, un grupo afincado en Los Ángeles, EE. UU., donde derrochan fuerzas, un estilo, punk, metal, hard rock, con temas donde se puede apreciar un sonido rock de raíces sureños, y letras totalmente feroces.
Entre otras destacadas actuaciones se muestra como artista invitado de Skinny Puppy, en el álbum The Greater Wrong of the Right. Carey también había contribuido entonces, en otro proyecto con el bajista de Les Claypool, Adrián Belew. En 1997 Danny Carey, hizo una pequeña aparición en la banda Lusk, formada por el anterior bajista de Tool, Paul D'Amour en el álbum Free Mars.
Carey toca actualmente con otra banda de fusión, VOLTO!, quienes grabaron un disco a finales del año 2006.
Actualmente es miembro de la superbanda Beat con Adrian Belew, Tony Levin y Steve Vai.

## Enlaces externos

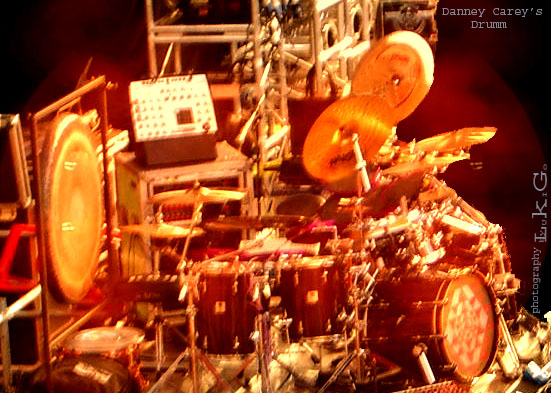
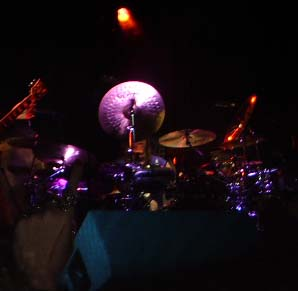
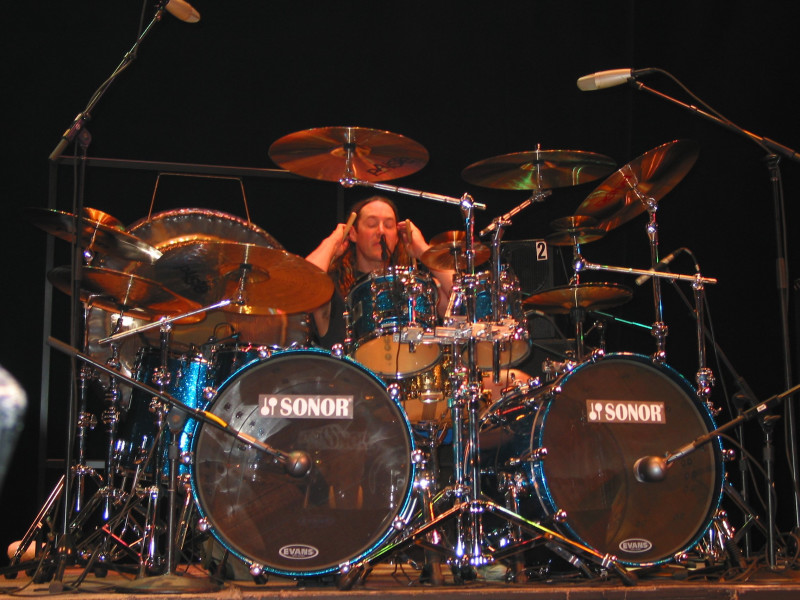

## Discografía

### Con Tool
- 1991 - 72826
- 1992 - Opiate
- 1993 - Undertow
- 1996 - Ænima
- 2000 - Salival
- 2001 - Lateralus
- 2006 - 10,000 Days
- 2019 - Fear Inoculum